# Домжале
Домжале (словен. Domžale) је град и управно средиште истоимене општине Домжале, која припада Средишњесловеначкој регији у Републици Словенији.
По попису становништва из 2011. године насеље Домжале имало је 12.406 становника.
Домжале су данас познате као највеће предграђе града Љубљане.